# نکرسی
نکرسی (به لاتین: Nekresi) یک ناحیه تاریخی و باستان‌شناسی در گرجستان است که در کاختی واقع شده‌است.